# Gustav Friedrich von Beyer
Gustav Friedrich Beyer, seit 1859 von Beyer (* 26. Februar 1812 in Berlin; † 7. Dezember 1889 in Leipzig) war ein preußischer General der Infanterie und der letzte badische Kriegsminister.

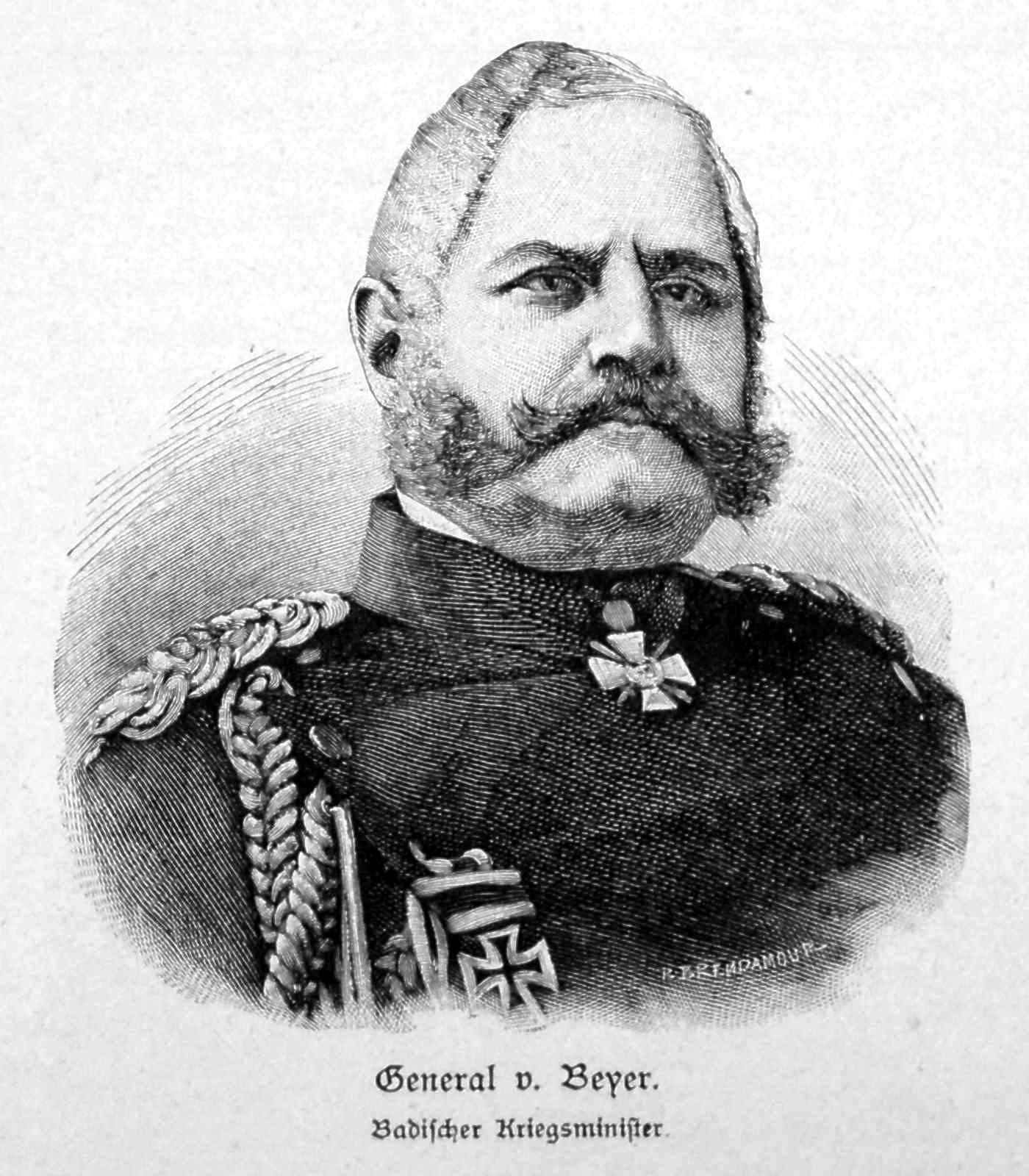
General von Beyer

## Leben
Beyer ist der Sohn eines preußischen Regierungsbeamten (Geheimer Regierungsrats) und der ältere Bruder des späteren Potsdamer Bürgermeisters Alexander Beyer.
Er trat im April 1829 in die Preußische Armee ein, besuchte als Sekondeleutnant von 1835 bis 1838 die Allgemeine Kriegsschule, wurde 1846 zum Premierleutnant befördert und nahm in der Position als Brigadeadjutant an der Niederschlagung der Badischen Revolution 1849 teil. Im unmittelbaren Anschluss daran wurde er zum Generalstab und im folgenden Jahr zum Kriegsministerium versetzt, wo er 1853 Major und 1855 Chef der Centralabteilung wurde. Diese Position hatte er fünf Jahre lang inne und wurde dabei 1859 zum Beweise Allerhöchster Zufriedenheit mit seinen Diensten und aus Allerhöchster Gnade in den Adelsstand erhoben. Ab 1860 war Beyer als Oberst Kommandeur des 31. Infanterieregiments. 1864 wurde er zum Generalmajor ernannt und übernahm damit die 32. Infanterie-Brigade.

### Deutscher Krieg
Beim Ausbruch des Kriegs von 1866 erhielt Beyer das Kommando einer aus den Garnisonen der westlichen Festungen kombinierten Division von insgesamt etwa 19.000 Mann, welche am 16. Juni von Wetzlar aus – nach Ablauf eines preußischen Ultimatums – in Kurhessen einrückte. Bereits am 19. Juni nahm Beyer die kurhessische Hauptstadt Kassel kampflos ein. Das kurhessische Militär hatte sich nach Fulda und Hanau abgesetzt. Zusammen mit dem als preußischem Zivilkommissar waltenden Maximilian Duncker übernahm Beyer die Verwaltung von Kurhessen und internierte den hessischen Kurfürsten Friedrich Wilhelm.
Beyers Division war ein Teil der später so genannten Mainarmee (anfangs Westarmee) unter Vogel von Falckenstein. Nachdem die beiden Regimenter von Kurhessen sich rechtzeitig nach Süden absetzen konnten, wurde er zur Verfolgung der bei Göttingen vermuteten Truppen aus Hannover herangezogen. Seine Division musste hierbei zu Fuß vorrücken, da die Bahnlinien zerstört worden waren. Beyer ging hierbei über Eisenach in Richtung Langensalza vor, hatte jedoch keine Kämpfe mit den Hannoveranern, die am 29. Juni 1866 kapitulierten.
Nach der Vereinigung mit den beiden anderen Divisionen der Mainarmee nahm er im Juli 1866 am Mainfeldzug gegen das Bundesheer teil. Teile seiner Verbände veranlassten am 4. Juli bei Hünfeld die bayerische Reservekavallerie unter dem Fürsten von Thurn und Taxis nach kurzem Schusswechsel zur Flucht. Bei Hammelburg/Kissingen erzwang Beyer sich am 10. Juli den Saaleübergang. Im Gefecht bei Werbach kämpften Teile der Division Beyer gegen die badische Division
und am 25./26. Juli 1866 vor Würzburg mit den Bayern bei Helmstadt, Uettingen und Roßbrunn.

### Kriegsminister in Baden
Als Großherzog Friedrich von Baden nach dem Frieden von Prag anwies, die badische Division vollständig nach preußischem Vorbild zu modernisieren, wurde Beyer 1867 als preußischer Militärbevollmächtigter nach Karlsruhe versetzt. Mit Zustimmung des preußischen Oberkommandos trat er am 18. Februar 1868 als Kriegsminister und Generaladjutant des Großherzogs in badische Dienste.

### Deutsch-Französischer Krieg
1870 führte Beyer die badische Division im Krieg gegen Frankreich. Seine Division gehörte zur 3. Armee des Kronprinzen und nahm an der Schlacht bei Wörth teil und ging dann unter dem Oberbefehl von General August von Werder zur Belagerung von Straßburg. Aus diesem Verband wurde später das XIV. Armee-Korps.
Kurz nach der Kapitulation von Straßburg am 13. August 1870 erkrankte Beyer schwer und konnte erst am 12. Oktober wieder das Kommando über seine Division übernehmen. Am 30. Oktober 1870 besetzte er nach einem Gefecht Dijon und blieb weiter im Einsatz gegen die Vogesenarmee unter Garibaldi, bis er am 11. Dezember erneut aus gesundheitlichen Gründen das Kommando abgeben musste.
Noch vor dem Friedensschluss übernahm er wieder das Kriegsministerium. Als am 15. Juli 1871 Baden mit Preußen eine Vereinbarung abschloss, wonach die Offiziere in die preußische Armee übertraten, wurde Beyer Gouverneur der Festung Koblenz und Ehrenbreitstein. Hier wurde er 1873 zum General der Infanterie befördert. Am 22. März 1877 wurde Beyer in Würdigung seiner Verdienste durch Kaiser Wilhelm I. zum Chef des Niederrheinischen Füsilier-Regimentes Nr. 39 ernannt.
1880 nahm er seinen Abschied aus dem Militärdienst. Nach einer schweren Krankheit mit Amputation eines Beines verbrachte er seine letzten Lebensjahre bei der Familie seines Stiefsohnes Paul Bernhard Limburger in Leipzig und starb am 7. Dezember 1889 in Leipzig an einem Herzschlag. Er wurde im Erbbegräbnis der Familie Limburger in der IX. Abteilung des Neuen Johannisfriedhofs beerdigt.

## Ehrungen
- 1879: Ehrenbürgerschaft der Stadt Koblenz